# 설피리드
설피리드(Sulpiride)는 벤즈아마이드(benzamide) 계열의 속하는 항정신성 약의 하나이다. 주로 조현증과 주요우울장애(major depressive disorder)를 치료하기 위해서 사용된다. 설피리드는 유럽과 일본 등 일부 서구권 국가에서 주로 사용되므로, 국내 업체인 명인제약의 경우, '설피딘'이라는 처방 의약품으로 1998년에 허가되었다. Levosulpiride는 Sulpiride의 leve-이성질체를 정제하여 인도에서 같은 용도로 판매하고 있다. 미국이나 캐나다에서는 아직 사용이 허가되지 않았다. 이 약은 강력한 화학물이고 항정신성 amisulpride와 치료적으로 비슷하게 연관되어 있다.